# Gallneukirchen
Gallneukirchen är en stadskommun i distriktet Urfahr-Umgebung i förbundslandet Oberösterreich i Österrike. Kommunen har 6 689 invånare (2024).